# Diastylis richardi
Diastylis richardi är en kräftdjursart som beskrevs av Fage 1929. Diastylis richardi ingår i släktet Diastylis och familjen Diastylidae. Inga underarter finns listade i Catalogue of Life.